# Parafia Świętej Rodziny w Rokicinach-Kolonii
Parafia pw. Świętej Rodziny w Rokicinach-Kolonii – parafia rzymskokatolicka w archidiecezji łódzkiej – Dekanat koluszkowski. Mieści się przy ulicy Reymonta w Rokicinach-Kolonii. Parafię prowadzą księża diecezjalni.

## Proboszczowie[1]
- 1928–1929: ks. Władysław Żwirek
- 1929–1932: ks. Stanisław Szubiński
- 1932–1936: ks. Władysław Szota
- 1939–1945: ks. Kazimierz Gadzinowski
- 1945–1945: o. Faustyn Rubaj OFM
- 1945–1947: ks. Franciszek Olszacki
- 1947–1960: ks. Edward Knop
- 1960–1965: ks. Kazimierz Domosud
- 1965–1970: ks. Antoni Bilski
- 1970–1972: ks. Mieczysław Wagner
- 1972–1973: ks. Zygmunt Rutkowski
- 1973–1980: ks. Jan Kaźmierski
- 1980–1996: ks. Bogdan Nowacki
- 1996–2006: ks. Kazimierz Gawroński
- 2006–2015: ks. Marek Stępniak
- od 2015: ks. Andrzej Bednarek